# Bättelweidbach
Der Bättelweidbach (auch Weidholzbach) ist ein 670 Meter langer rechter Zufluss der Reppisch in den Gemeinden Stallikon und Birmensdorf im Kanton Zürich. 
Er entwässert ein kleines Gebiet am nordwestlichen Ende der Albiskette und verläuft in seinem Unterlauf entlang der Gemeindegrenze sowie gleichzeitig der Bezirksgrenze zwischen dem Bezirk Dietikon im Westen und dem Bezirk Affoltern im Osten, jedoch knapp in letztgenanntem.

## Geographie

### Verlauf
Der Bach entspringt auf etwa 618 m ü. M. unterhalb des Chatzenstricks in der Flur Bättelweid, die heute fast vollständig bewaldet ist. Die Quelle liegt östlich des Uetlibergs und unterhalb von Ringlikon. Nach kurzem Bachlauf nach Südwesten durch Waldgebiet unterquert er die Schwandenstrasse zwischen Ringlikon und Stallikon. Er durchfliesst den Grossacher begradigt und von lückenhaftem, dichtem Buschwerk begleitet, ehe er die Landikerstrasse, welche Landikon mit Stallikon verbindet, unterquert und die Mülimatt erreicht.
Der Bach fliesst nun nach Nordwesten und folgt dabei kurz der Strasse, wobei er jetzt stets von dichtem Buschwerk begleitet wird. Bis zur Einmündung des etwas längeren Lättenbächlis von rechts behält er diesen Kurs bei. Ab hier bildet er die Gemeindegrenze und fliesst wieder nach Südwesten zwischen Lätten im Westen und Mülimatt im Osten hindurch. Schliesslich mündet der Bättelweidbach bei Güetli auf 502 m ü. M. von rechts und Nordosten in den Mittellauf der Reppisch.

### Zuflüsse
Die direkten und indirekten Zuflüsse bachabwärts
- Lättenbächli (rechts), 0,5 km
  - Bölbächli (rechts), 0,1 km
  - Chleibtelbächli (links), 0,3 km